# Graminorthezia tillandsicola
Graminorthezia tillandsicola är en insektsart som först beskrevs av Morrison 1952.  Graminorthezia tillandsicola ingår i släktet Graminorthezia och familjen vaxsköldlöss.
Artens utbredningsområde är Kuba. Inga underarter finns listade i Catalogue of Life.